# Liste der Biografien/Ferk
Liste der Biografien |
Portal Biografien |
Personensuche
# |
A |
B |
C |
D |
E |
F |
G |
H |
I |
J |
K |
L |
M |
N |
O |
P |
Q |
R |
S |
T |
U |
V |
W |
X |
Y |
Z |
?
 
Fa |
Fe |
Ff |
Fh |
Fi |
Fj |
Fk |
Fl |
Fm |
Fn |
Fo |
Fr |
Ft |
Fu |
Fy
 
Fea |
Feb |
Fec |
Fed |
Fee |
Fef |
Feg |
Feh |
Fei |
Fej |
Fek |
Fel |
Fem |
Fen |
Feo |
Fer |
Fes |
Fet |
Feu |
Fev |
Few |
Fey |
Fez
 
Fera |
Ferb |
Ferc |
Ferd |
Fere |
Ferf |
Ferg |
Ferh |
Feri |
Ferj |
Ferk |
Ferl |
Ferm |
Fern |
Fero |
Ferr |
Fers |
Fert |
Feru |
Ferv |
Ferw |
Fery |
Ferz
Die Liste der Biografien führt alle Personen auf, die in der deutschsprachigen Wikipedia einen Artikel haben. Dieses ist eine Teilliste mit 14 Einträgen von Personen, deren Namen mit den Buchstaben „Ferk“ beginnt.

## Ferk
- Ferk Saioni, Maruša (* 1988), slowenische Skirennläuferin
- Ferk, Janko (* 1958), österreichischer Richter und Schriftsteller
- Ferk, Matea (* 1987), kroatische Skirennläuferin
- Ferk, Walter (* 1956), österreichischer Politiker (SPÖ), Vizebürgermeister von Graz

### Ferka
- Ferkau, Volker (* 1955), deutscher Science-Fiction-Autor
- Ferkay, Tamás (1941–2014), ungarischer Schauspieler, Musicaldarsteller, Regisseur und Drehbuchautor, der großteils in Österreich und nach 1989 auch in Ungarn wirkte

### Ferke
- Ferkel, Christian (1881–1934), deutscher Gewerkschafter und sozialdemokratischer Politiker

### Ferki
- Ferkic, Arissa (* 1984), deutsche Schauspielerin
- Ferkic, Jaime Krsto (* 1989), deutsch-kroatischer Schauspieler
- Ferkic, Joanna (* 1994), deutsche Schauspielerin
- Ferkic, Kristo (* 1998), deutscher Schauspieler
- Ferkic, Vijessna (* 1987), deutsche Schauspielerin kroatischer HerkunftVijessna Ferkic (* 1987)

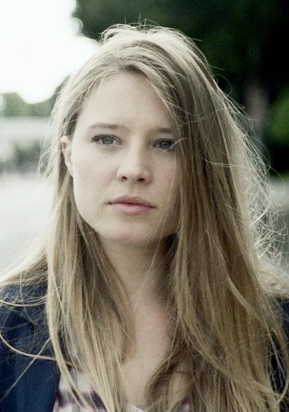
Vijessna Ferkic (* 1987)

### Ferko
- Ferko, Andrej (* 1955), slowakischer Schriftsteller
- Ferko, Milan (1929–2010), slowakischer Schriftsteller